# Гниття

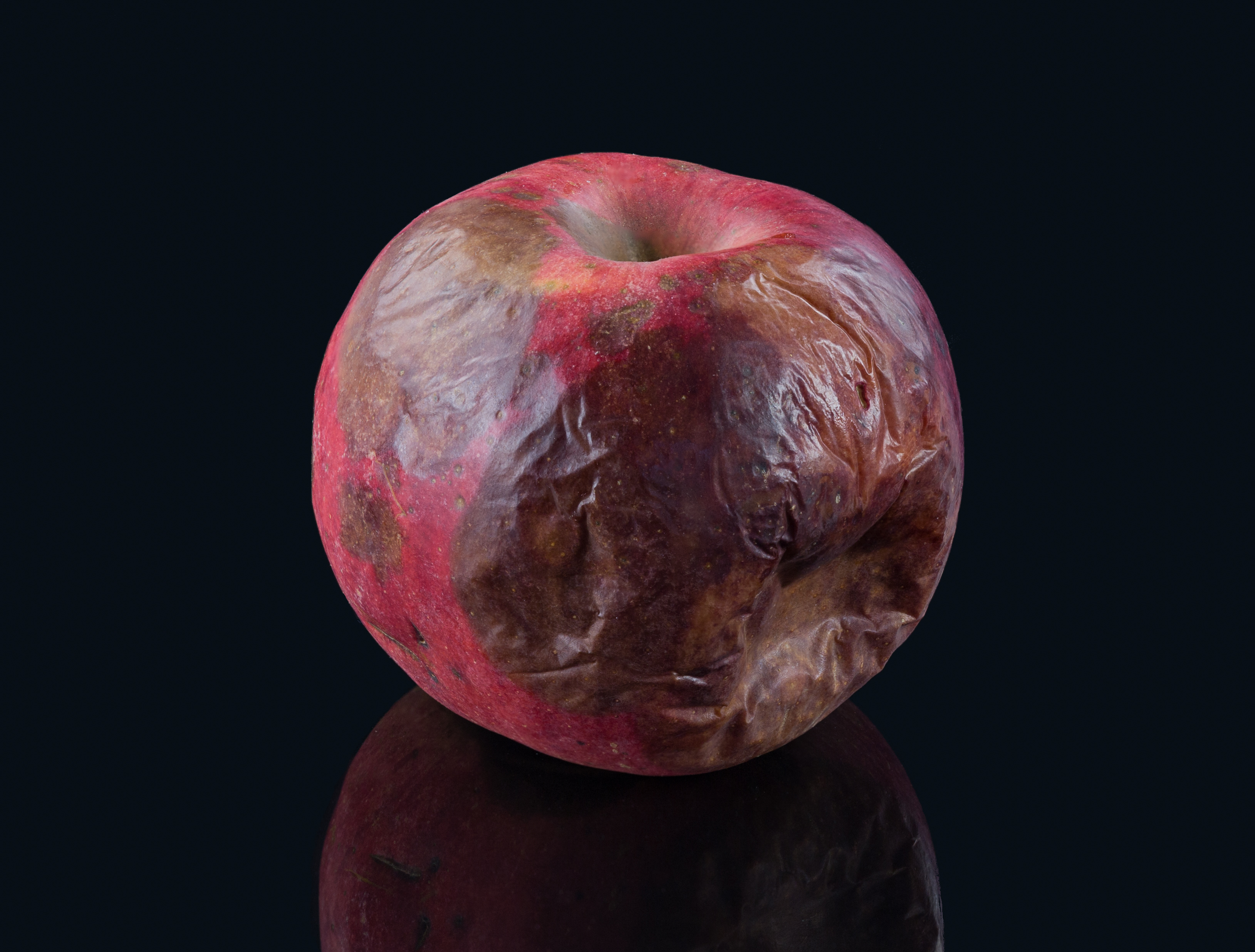
Гниття яблука

Гниття́, або гуміфіка́ція — процес розпаду органічних речовин, який, на відміну від тління, протікає при недостатньому доступі повітря і малій вологості: його уподібнюють неповному згорянню. В результаті гниття органічні речовини рослинних залишків лише частково перетворюються в CO і Н2О, причому одночасно утворюється також невеликий твердий залишок, що містить більше вуглецю, ніж вихідний матеріал. Такі тверді, бурі або чорні горючі речовини, що утворюються в результаті неповного розкладання вищих рослин, називають перегноєм або гумусом. В природі гумус накопичується у вологому ґрунті полів і лісів, надаючи їм бурий або чорний колір (лісовий торф).
Деяка частина гумусу легко розчиняється у воді, утворюючи колоїдні розчини, відомі під назвою «чорні води». В тропічному поясі «чорні води», що виносяться дощовими опадами з лісів, надають річковим потокам бурого відтінку.

## Гнильне шумування

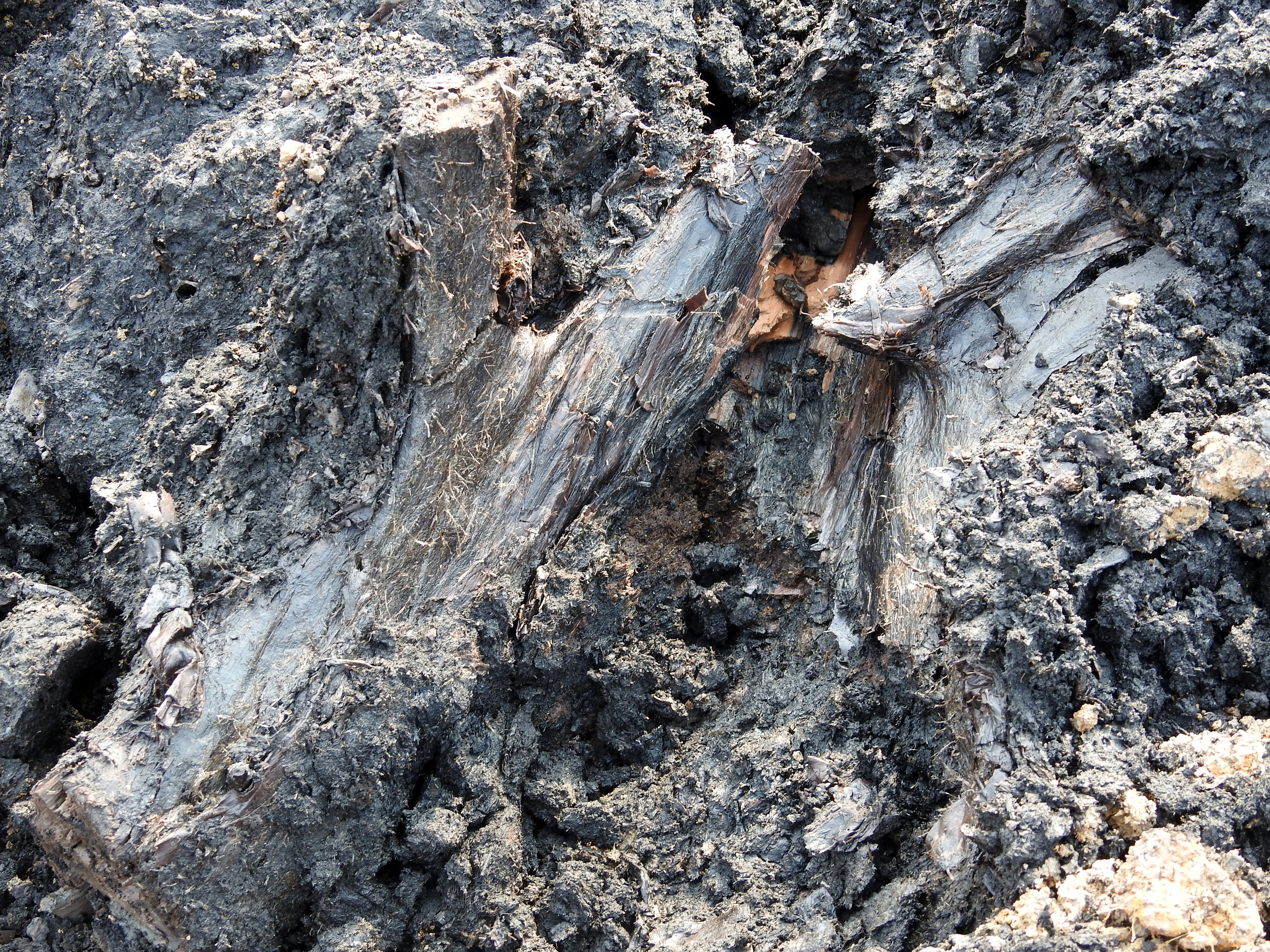
Залишки рослин у торфі

Гнильне шумування, або бродіння — це своєрідний вид перетворень рослинних залишків, при якому процес відбувається у спокійній воді за повної ізоляції від кисню повітря. Для цього процесу характерна перевага відбудовних реакцій, причому тверді продукти, що утворюються (гнильний мул або сапропель) збагачуються не стільки вуглецем, як у вище описаних процесах, скільки воднем. Гниттю піддаються переважно нижчі рослини (водорості) і тваринні залишки.

## Судова медицина
Під гниттям трупа людини в судовій медицині розуміють такі пізні трупні явища, при яких під впливом мікроорганізмів відбувається розкладання складних органічних сполук тканин людського тіла (перш за все білків). Залежно від передсмертного стану організму та умов зберігання трупа його гниття починається через одну або декілька діб після смерті. При гнитті трупа виділяється багато газоподібних продуктів (аміаку, сірководню, метану), при цьому труп розпухає (т. зв. трупна емфізема). Особливо сильно розпухають обличчя, кінцівки, мошонка і молочні залози), при цьому тканини можуть розриватися з виділенням коричнюватої або зеленкуватої рідини, що являє собою розкладені внутрішні органи.
Гниття найбільш інтенсивно відбувається в умовах підвищеної вологості повітря і підвищеної температури. В умовах доступу свіжого повітря гниття також відбувається швидше, ніж у воді, ґрунті, труні та інших герметично закритих ємностях. При низьких температурах гниття уповільнюється, при температурах нижче нуля може зовсім призупинитися. При наявності прижиттєвих гнійних процесів, а також сепсису, гниття значно прискорюється.
Товстий кишечник першим втягується в процес гниття (через рясне обсіменіння його симбіотичними бактеріями), при цьому за кімнатної температури впродовж доби на нижній частині черевної стінки з'являються зелені плями, що поширюються за 11-13 діб на все тіло. Тіло розбухає внаслідок виділення газоподібних продуктів гниття, кров забарвлюється в брудно-зелений колір. Надалі всі м'які тканини людини розкладаються, стають кашоподібними, перетворюючись в рідину, і відбувається скелетизація трупа.